# Horodiște, Dondușeni
Horodiște este un sat din raionul Dondușeni, Republica Moldova.

## Geografie
Horodiște se află în partea de est a raionului Dondușeni între doi afluenți ai Răutului – Cubolta și Căinar.
Satul este situat între două masive de pădure numite în popor Humăria și Broscăria. Teritoriul întregii comune se află în zonă de silvostepă. La hotarul dintre satele Horodiște și Crișcăuți, pe malul stâng al râului Căinar se află un izvor menționat drept monument al naturii (hidrologic).
Conform datelor Fondului național de date geospațiale al Republicii Moldova, suprafața ocupată de localitatea propriu-zisă este egală cu 2,53 km², iar suprafața întregii comune ocupate de localitate, terenuri agricole, ape etc. – aproximativ 32,8 km².
Temperatura medie pentru luna ianuarie este egală cu -3 °C, iar pentru luna iulie este +20 °C. Cantitatea medie anuală a precipitațiilor în localitatea dată este cuprinsă între 600 și 650 mm.
Satul Horodiște este localizat în partea de nord a Republicii Moldova, la distanța de 24 km de Dondușeni și 208 km de Chișinău. Până la Otaci sunt 24 km, iar până la Soroca 50 km.

## Istorie
Localități cu denumirea Horodiște, Horodiștea se întâlnesc în Moldova pe ambele maluri ale Prutului. În trecut cuvântul „horodiște” este folosit și ca substantiv comun. Un exemplu putem să-l întâlnim într-un document de la Vasile Lupu din anul 1646 în următoarea expresie „i se va alege din același sat Țigănești, cu loc de heleșteu și de horodiște...”. Textul reprodus în Surete și izvoade. Volumul 8 sugerează sensul cuvântului „horodiște” – grădină așezată lângă heleșteu.
Cele mai vechi urme ale activității umane pe teritoriul satului sunt reprezentate de obiectul cu denumirea de „Tumuli-5” înscris ca monument arheologic în Registrul monumentelor Republicii Moldova ocrotite de stat în articolul cu numărul 414.
Satul Horodiște este menționat pentru prima oară într-un document datat cu 23 noiembrie 1470. Documentul dat însă este considerat fals. Dicționarul enciclopedic moldovenesc indică această dată drept prima atestare documentară a localității. Dicționarul statistic al Basarabiei din 1923 menționează drept an al întemeierii anul 1735.

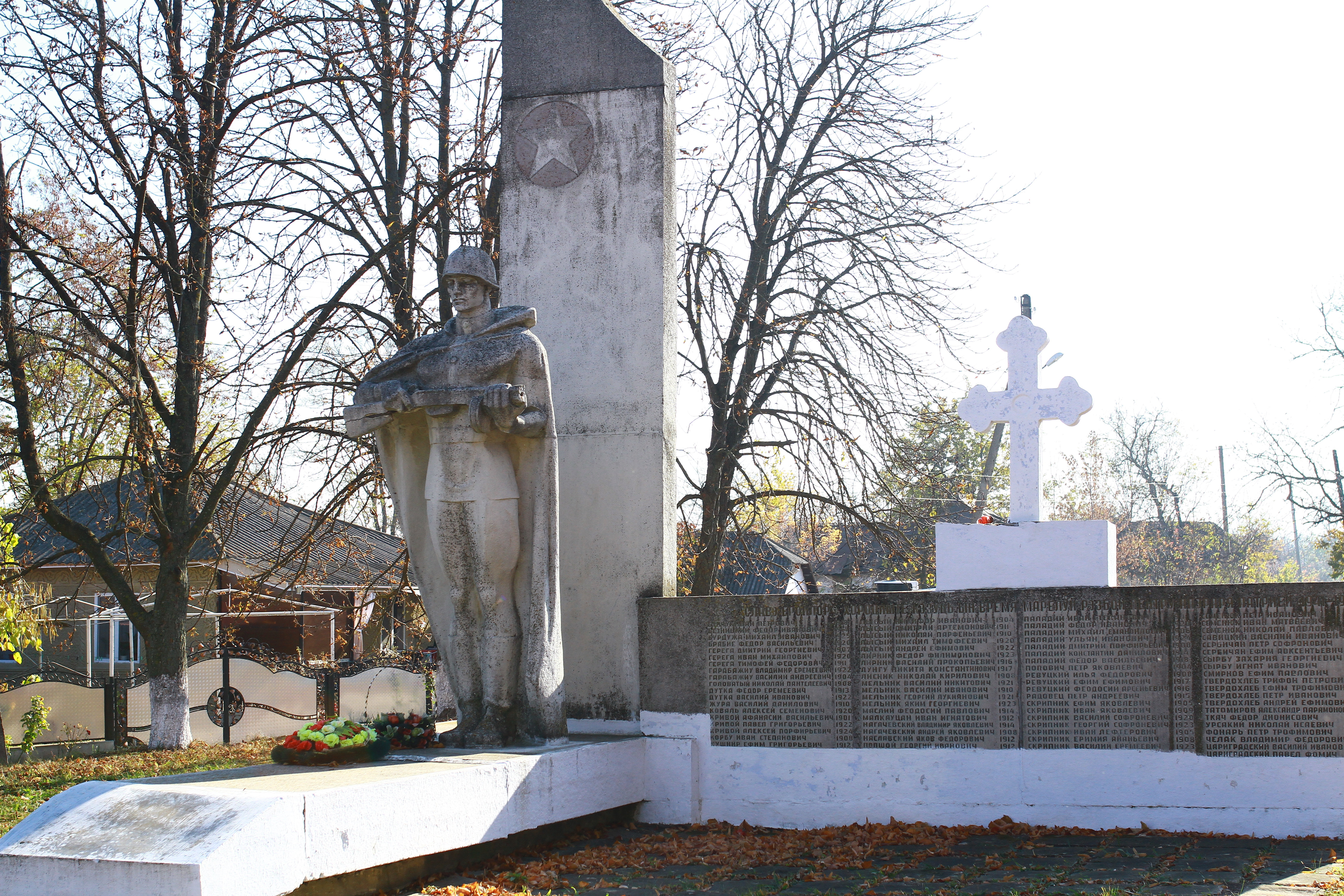
Monument în memoria consătenilor căzuți în Al Doilea Război Mondial.

Un document veridic în care este pomenit satul Horodiște este o Carte a lui Constantin Movilă Vodă dată lui Crăciun din Horodiște, ținutul Sorocii de la 1610, scris în slavonă.
Primele recensăminte organizate pentru a identifica numărul de persoane impozabile indică numărul de case (gospodării) din sat.
În datele recensământului din 1774 satul Horodiște e menționat că aparține „visternicului Costandin Sturza”, are 42 case locuite, aflat la 8 ceasuri de la Soroca, cu 34 de birnici, un preot, un dascăl, 3 văduve și 3 țigani.
În 1819 a fost ridicată biserica din lemn „Sfânta Treime”, cu cheltuiala preoților Iacob și Grigore Lvovschi. La sfârșitul secolului XIX este ridicată o altă biserică, ce funcționează până în prezent, care este inclusă în Registrul monumentelor Republicii Moldova ocrotite de stat în articolul cu numărul 411.
Către anul 1875 cei 803 locuitori ai satului aveau în posesia sa 212 de cai, 470 de vite cornute mari și 1300 oi și capre.
În anul 1898 în sat e deschisă o școală parohială cu un învățător și 90 de elevi.
În 1923 în Horodiște sunt menționate o școală primară mixtă, o biserică ortodoxă, poștă rurală. Tot atunci în sat funcționa o moară cu petrol, două fabrici de ulei sunt prezente trei grădini de zarzavat.
După Al Doilea Război Mondial școala primară este transformată în școală de 7 clase (actualmente Gimnaziul Vasile Gangal). În 1949, la fel ca și în majoritatea satelor din RSS Moldovenească, se înfăptuiește „colectivizarea” și activitatea economică a satului se desfășoară în cadrul colhozului „Gorkii”, încheiată după destrămarea Uniunii Sovietice.

## Demografie
Conform recensământului efectuat în 2004 populația satului era 1075 locuitori (1033 moldoveni și români, 20 ucraineni, 8 ruși, 1 persoană de etnie bulgară, 1 - poloneză, 9 romă și 3 de alte etnii sau care nu și-au declarat etnia.  În rezultatele primelor recensăminte se notau numărul de gospodării sau numărul de case. Din aceste date se poate numai presupune numărul real al locuitorilor.
| Anul enumerării | 1774 | 1859 | 1875 | 1941 |
| Numărul de case | 42   | 107  | 160  | 269  |

Începând cu anul 1859 apar documente ce conțin numărul locuitorilor satului.
| Anul      | 1859 | 1875 | 1907 | 1930 | 1941 | 1987 | 2004 |
| Locuitori | 653  | 803  | 1840 | 1933 | 2018 | 1277 | 1075 |

## Administrație și politică
Componența Consiliului local Horodiște (9 consilieri), ales la 5 noiembrie 2023, este următoarea:
|  | Partid                                       | Consilieri | Componență | Componență | Componență | Componență | Componență | Componență | Componență |
|  | -------------------------------------------- | ---------- | ---------- | ---------- | ---------- | ---------- | ---------- | ---------- | ---------- |
|  | Partidul Socialiștilor din Republica Moldova | 7          |            |            |            |            |            |            |            |
|  | Partidul Acțiune și Solidaritate             | 2          |            |            |            |            |            |            |            |

## Personalități
- Ion Druță - scriitor, dramaturg și istoric literar din Republica Moldova
- Valentin Guțu – sportiv de performanță, vicecampion mondial la judo, campion al URSS la sambo